# تورستن نيلسن
تورستن نيلسن (بالدنماركية: Torsten Nielsen) هو سمسار العقارات وسياسي دنماركي، ولد في 5 مارس 1967 في Sparkær ‏ في الدنمارك. نشط حزبياً في حزب الشعب المحافظ ‏. وقد انتخب عمدة بلدية فيبورغ ‏ (2014 – 2018).